# INES ljestvica
INES ljestvica, ljestvica INES ili Međunarodna ljestvica za nuklearne nesreće (engl. International Nuclear and Radiological Event Scale - INES) sredstvo je kojim se dosljedno objašnjava i pred javnošću predstavlja sigurnosno značenje nuklearnih i radioloških događaja. Kao što Richterova ili Celzijeva ljestvica omogućavaju razumijevanje podataka o potresima ili temperaturama, INES ljestvica označava razinu važnosti događaja koji su posljedica djelatnosti kao što su uporaba radioaktivnih izvora u industriji i medicini, rad nuklearnih postrojenja ili prijevoz radioaktivnog materijala. Događaji su na ljestvici svrstani na sedam razina: razine od 1 do 3 nazivaju se nezgode, a razine od 4 do 7 nesreće. Ljestvica je osmišljena tako da se težina događaja poveća oko deset puta za svaku višu razinu. Događaji koji ne ugrožavaju sigurnost zovu se otkloni, te se svrstavaju ispod ljestvice ili razina 0.

## Nuklearna nesreća
Nuklearnim nesrećama uobičajeno se smatraju neželjeni događaji u kojima se pojavljuju štetni utjecaji ionizirajućeg zračenja na čovjeka i okoliš, a koji se vezuju uz nuklearne (fisilne) materijale. Nuklearne nesreće valja razlikovati od radioloških nesreća, vezanih uz nefisibilne radioaktivne materijale (npr. izvore zračenja u zdravstvu ili industriji). Iako se nuklearne nesreće mogu dogoditi i tijekom obrade, skladištenja ili prijevoza nuklearnih materijala, najveću opasnost predstavljaju nesreće na nuklearnim reaktorima. Zbog prisutnosti velikih količina radioaktivnih tvari, posljedice takvih nesreća mogu biti znatne i prisutne su na širokom području.
Nesreća u nuklearnom postrojenju može nastupiti kao rezultat kvarova ili zbog ljudskih grešaka. Ona također može biti prouzročena vanjskim utjecajima kao što su potres, poplava, ekstremni meteorološki uvjeti ili pak teroristički napad. U slučaju nesreće može doći do ispuštanja radioaktivnog materijala iz postrojenja u okoliš. Radioaktivnost može biti ispuštena u atmosferu, površinske vode ili u tlo, odnosno u podzemni vodotok. Dosadašnja iskustva upućuju na to da najviše pozornosti treba posvetiti nesrećama s ispuštanjem velike količine radioaktivnosti i toplinske energije u atmosferu.
Ako bi došlo do ispuštanja radionuklida iz postrojenja u atmosferu, formirao bi se tzv. radioaktivni oblak. On bi se potom širio pod utjecajem složenih atmosferskih procesa. Populacija zahvaćena radioaktivnim oblakom prvo bi bila izložena učincima izravnog zračenja iz oblaka, te udisanja radioaktivnih čestica i plinova sadržanih u oblaku. U kasnijoj fazi, nakon taloženja čestica na tlu, najznačajniji bi bili učinci izravnog zračenja deponiranog radioaktivnog materijala, udisanja prašine i konzumiranja kontaminirane hrane i vode.

## Podjela INES ljestvice
Događaji su na ljestvici svrstani na sedam razina: razine od 1 do 3 nazivaju se nezgode, a razine od 4 do 7 nesreće. Ljestvica je osmišljena tako da se težina događaja poveća oko deset puta za svaku višu razinu. Događaji koji ne ugrožavaju sigurnost zovu se otkloni, te se svrstavaju ispod ljestvice ili razina 0.

### Razina 7: teška nesreća
Teška nesreća predstavlja veliko ispuštanje radioaktivnog materijala s rasprostranjenim učincima na zdravlje i okoliš, koje zahtijeva provedbu planiranih, ali i proširenih mjera zaštite. Primjeri teških nesreća su Černobilska nesreća i nesreća u Fukushimi.

#### Černobilska nesreća
Černobilska nesreća, poznata kao i Černobilska katastrofa, je sovjetska nuklearna nesreća koja se 1986. zbila u bivšoj sovjetskoj Ukrajini na sjeveru zemlje, uz samu ukrajinsko-bjelorusku granicu. Dana 26. travnja 1986., kombinacijom nesigurnog dizajna sovjetskog nuklearnog reaktora, te ljudskom pogreškom, uzrokovana je eksplozija koja je uništila jedan od četiri reaktora u Memorijalnoj elektrani Vladimir Iljič Lenjin, odnosno takozvanoj nuklearnoj elektrani Černobil. Posljedica eksplozije nije nalikovala eksploziji nuklearne bombe, ali je relativno manja eksplozija učinila štetu na reaktoru, koji će potom otpustiti velike količine radioaktivne prašine, otprilike devet puta jače kontaminacije nego prilikom eksplodirane bombe u japanskom gradu Hirošimi. Oko 200 ljudi je visoko ozračeno, a 32 ih je umrlo u roku od nekoliko mjeseci. Više od 350 000 ljudi je preseljeno iz ozračenog prostora. Radioaktivnost je ostala trajni problem i nemoguće je sa sigurnošću utvrditi koliko je ljudi umrlo od posljedica ove katastrofe. Vjetar i oblaci tada su radioaktivni materijal prenijeli i na područje zapadne Europe i Hrvatske.

#### Nesreća u Fukushimi
Potres u Sendaiju 11. ožujka 2011., u 14:46 po lokalnom vremenu, bio je potres magnitude 9,0 Mw s epicentrom u Tihom oceanu, oko 130 kilometara istočno od japanskoga obalnog grada Sendaija (regija Tohoku, otok Honshū), koji je rezultirao ljudskim žrtvama, nemjerljivom materijalnom štetom i katastrofalnim cunamijem s valovima visine do 10 metara. Epicentar je lociran na dubini od 24,4 km. Prema izjavi japanskog Ministarstva gospodarstva, jedanaest nuklearnih reaktora automatski je isključeno nakon podrhtavanja tla. Proglašeno je stanje pripravnosti. Svo stanovništvo oko nuklearnih elektrana Fukushima 1 i Fukushima 2 u prefekturi Fukushima evakuirano je. Preko milijun kućanstava ostalo je bez opskrbe vodom, a oko 4,4 milijuna kućanstava bez električne energije. Japanska policija javila je da je poginulo 10 035 osoba, dok se više tisuća smatra nestalim.

### Razina 6: ozbiljna nesreća
Ozbiljna nesreća predstavlja značajno ispuštanje radioaktivnog materijala, koje će vjerojatno zahtijevati provedbu planiranih mjera zaštite. Primjer ozbiljne nesreće je Kyshtymska nesreća. 

#### Kyshtymska nesreća
29. rujna 1957. zatajenje sustava hlađenja u nuklearki prouzrokovalo je eksploziju sušenog otpada (oko 70 do 80 tona) i ispuštanja u okoliš. Oko 10 000 ljudi je evakuirano nakon izvještaja kako se ljudima raspada koža. Radijacija je direktno uzrokovala oboljenje od raka i smrt oko 200 ljudi.

### Razina 5: nesreća sa širim posljedicama
Nesreća sa širim posljedicama predstavlja ograničeno ispuštanje radioaktivnog materijala, koje će vjerojatno zahtijevati provedbu nekih od planiranih mjera zaštite. Kod ove nesreće obično nekoliko ljudi pogine zbog radioaktivnog zračenja. Dolazi do teških šteta na jezgri nuklearnog reaktora i ispuštanja velikih količina radioaktivnog materijala unutar postrojenja, s velikom vjerojatnošću da se stanovništvo izloži ozračenju iznad propisanih granica. Do ispuštanja bi moglo doći zbog veće nesreće s kritičnošću ili pojave vatre. Primjeri nesreće sa širim posljedicama su požar u Windscaleu (Ujedinjeno Kraljevstvo), nesreća na Three Mile Islandu (SAD), nesreća u Chalk Riveru (Kanada), nesreća u Lucensu (Švicarska)  i nesreća u Goiâniai (Brazil).

#### Požar u Windscaleu
10. listopada 1957. u nuklearnoj elektrani kod Windscalea u Velikoj Britaniji odjednom je izbio požar u nuklearnom reaktoru i stvorio radioaktivni oblak. Prodaja nekih proizvoda s obližnjih farmi bila je zabranjena mjesec dana. Smatra se kako je ova nesreća direktno dovela do 200 slučajeva ljudi oboljelih od raka, od kojih je polovina završila smrtno.

#### Nesreća na Three Mile Islandu
28. ožujka 1979. oko 140 000 ljudi je bilo prisiljeno na evakuaciju iz svojih domova zbog kvara koji su izazvali greška u dizajnu nuklearnog reaktora i pogrešnog rukovanja istim. Ljudska pogreška prouzrokovala je djelomično topljenje jezgre reaktora. Iako je u postrojenju zabilježena određena razina radijacije, nitko nije ozlijeđen.

#### Nesreća u Chalk Riveru
Za vrijeme jednog pokusa 12. prosinca 1952., kontrolne šipke su ljudskom greškom potpuno izvučene iz nuklearnog reaktora. Operater u kontrolnoj sobi, upozoren indikatorskim lampicama, uočio je grešku, i odmah sam otišao ručno zatvoriti neke ventile, što bi šipke vratilo u reaktor. One se pak zbog nekih, nikada do kraja objašnjenih, mehaničkih uzroka nisu do kraja spustile, spuznuvši ipak dovoljno da se upozoravajuća crvena svjetla pogase. Vjerojatno se ipak ne bi ništa desilo da nažalost nije došlo do sljedeće greške. Operater je naime telefonirao svome pomoćniku u kontrolnu sobu da "zapečati" kontolne šipke u tome položaju. No, uzbuđen, izdiktirao je krive brojeve. Pogrešno pritisnuto dugme, uzrokovalo je podizanje još nekoliko šipki, te je snaga reaktora s nazivnih 20 MW porasla na čak 80 MW! To je u svega nekoliko minuta dovelo do topljenja nuklearnog goriva. Kao posljedica ogromne topline, došlo je do rastvaranja teške vode na sastavne dijelove, te stvaranja eksplozivne smjese deuterija i kisika. Uslijedila je eksplozija u kojoj je oštećeno oko dvadesetak gorivih šipki. No, to je ujedno bio i kraj nesreće. Reaktor je potom potopljen običnom vodom, koja je naravno tako postala radioaktivna. Radilo se o čak 4,5 milijuna litara vode, koja je kasnije cijevima ispumpana u obližnje jezerce. U cijeloj nesreći nije bilo značajnije ozračenih.

#### Nesreća u Lucensu
21. siječnja 1969. pokusni nuklearni reaktor je doživio djelomično topljenje jezgre zbog nedovoljnog hlađenja, za vrijeme paljenja reaktora, što je dovelo do ispuštanja velikih količina radioaktivnog materijala unutar postrojenja i njegovog zatvaranja. 

#### Nesreća u Goiâniai
13. rujna 1987. u Goiânii (Brazil) se desila radiološka nesreća katastrofalnih razmjera. Trojica liječnika koji su godine 1985. doslovno napustila svoju privatnu onkološku kliniku, nisu ni sanjala da će svojim neodgovornim ponašanjem pokrenuti niz nesretnih događaja koji će dovesti do užasne nesreće. Nakon njihovog odlaska, zgrada klinike je ubrzo ostala bez prozora i vrata, te je počela ubrzano propadati. Ipak, prošlo je dvije godine dok sakupljači starog metala, nisu naišli na napušteno i nezbrinuto postrojenje za teleterapiju. Aktivni dio takvog postrojenja jest ovalni objekt od čelika i olova, mase nekoliko stotina kilograma, unutar kojeg je smješten radioaktivni izvor cezija-137. Raspilivši metal kako bi ga kolicima prenijeli na otpad, sakupljači su oštetili i kapsulu s radioaktivnim cezijem. 
Vlasnik otpada koji je otkupio kolicima dovežen stari metal, noću je uočio lijepo plavičasto svjetlucanje. Iznenađeni čovjek pokazao je tu čudesnu pojavu prvo ukućanima, a zatim susjedima i prijateljima. I baš su se tim radioaktivnim prahom cezijeva klorida svi veselo igrali, i djeca i odrasli. Nanosili su prah na svoja tijela veseleći se kako svjetlucaju u mraku. Mnogi prijatelji, kao i rodbina vlasnika otpada dobili su na poklon paketiće s neobičnim prahom, te se radioaktivna kontaminacija skoro cijela dva tjedna nesmetano širila gradom, iako srećom unutar ograničenog područja. Tek potkraj mjeseca, kada je Devar Fereira odveo svoju bolesnu kćerkicu Leide u bolnicu, liječnici su s nevjericom utvrdili radijacijsku bolest. To je potvrdio i medicinski fizičar, koji je pregledao ostatke uništenog izvora, koji su nesretnici donijeli sa sobom. Šestogodišnjoj djevojčici koja se natrljala radioaktivnom tvari, te svjetlucavim ručicama pojela i sendvič, na žalost više nije bilo spasa. Primila je naime dozu zračenja koja je nekoliko puta nadmašila smrtonosnu dozu i ubrzo je umrla. Umrlo je ukupno četvero pacijenata, a jednom je morala biti amputirana podlaktica (249 ljudi je bilo kontaminirano). Možda bi broj žrtava bio i daleko veći da nisu primijenjena iskustva o dekontaminaciji i medicinskom tretmanu ozračenih, prikupljena nakon Černobilske nesreće.

### Razina 4: nesreća s lokalnim posljedicama
Nesreća s lokalnim posljedicama predstavlja manje ispuštanje radioaktivnog materijala, koje osim kontrole lokalno proizvedene hrane, vjerojatno nece zahtijevati provedbu drugih planiranih mjera zaštite. Kod ove nesreće obično jedna osoba pogine zbog radioaktivnog zračenja. Dolazi do taljenja nuklearnog goriva, koje rezultira otpuštanjem više od 0,1% radioaktivnog sadržaja jezgre. Dolazi do ispuštanja značajnih količina radioaktivnog materijala unutar postrojenja, s velikom vjerojatnošću da se stanovništvo izloži ozračenju iznad propisanih granica. Primjeri nesreća s lokalnim posljedicama su nesreće u Sellafieldu (Ujedinjeno Kraljevstvo) – bilo je 5 nezgoda od 1955. do 1979., nesreća u SL-1 pokusnoj nuklearnoj elektrani 1961. (SAD) – 3 osobe usmrćene, nesreća u nuklearnoj elektrani Saint-Laurent (Francuska) – 1969. se desilo djelomično topljenje jezgre i 1980. pregrijavanje grafita, nesreća u Buenos Airesu (Argentina) 1983. – nesreća kod postavljanja gorivih šipki kada je poginuo jedan operater i dvoje ozlijeđeno, nesreća u Jaslovské Bohunice (Čehoslovačka) 1977. – radioaktivno zagađenje zgrade nuklearnog reaktora i nesreća u Tokaimurai (Japan) 1999. – tri neiskusna operatera su uzrokovali nesreću, od kojih su dvojica poginula (smjesa obogaćenog uranija je nepravilno korištena prilikom postupka taloženja, što je prouzrokovalo smrt dvojice radnika. Oko 100 radnika i lokalnih stanovnika su hospitalizirani zbog izloženosti zračenju.). 

### Razina 3: ozbiljna nezgoda
Ozbiljna nezgoda predstavlja izlaganje radnika 10 puta većim dozama nego što je godišnje zakonsko ograničenje (više od 1 Sv na sat u radnom području). Obično je to povezano s opeklinama uzrokovanim radioaktivnim zračenjem. Mala je vjerojatnost da će stanovništvo biti izloženo ozračenju iznad propisanih granica. Primjeri ozbiljnih nezgoda su nezgoda u nuklearnoj elektrani Paks (Mađarska) 2003. - nuklearni gorivni elementi izmješteni su iz reaktora u bazen za hlađenje goriva kada se dogodila nezgoda, nezgoda u Sellafieldu (Ujedinjeno Kraljevstvo) 2005., nezgoda u Vandellosu (Španjolska) 1989. – vatra je uništila veći broj kontrolnih sustava i nuklearni reaktor je ugašen, nezgoda u San Onofre (SAD) 2011. – došlo je do ispuštanja amonijaka u zrak. 

#### Nezgoda u nuklearnoj elektrani Paks 2003.
U nuklearnoj elektrani Paks se u četvrtak, 10. travnja 2003. dogodila ozbiljna nezgoda. Pogon nuklearnog reaktora br. 2 u NE Paks zaustavljen je desetak dana prije nezgode (subota, 29. ožujka 2003.), radi redovitog godišnjeg remonta (održavanje). Nuklearni gorivni elementi izmješteni su iz reaktora u bazen za hlađenje goriva. Pristupilo se postupku čišćenja gorivnih elemenata od površinskih naslaga, sa svrhom učinkovitijeg iskorištenja goriva u nastavku pogona. Tijekom čišćenja šeste šarže od 30 gorivnih elemenata (1/10 reaktora), koje se obavljalo u četvrtak, 10. travnja, monitoring sustav ugrađen u reaktorskoj dvorani reaktora br. 2, registrirao je tijekom kasnog popodneva prisutnost inertnih radioaktivnih plinova. Radioaktivni plinovi dospjeli su u reaktorsku dvoranu iz sustava za čišćenje gorivnih elemenata, koji nije bio propisno zatvoren. Stanovita količina inertnih plinova kontrolirano je, kroz ventilacijski sustav ispuštena u okoliš nuklearne elektrane. Od 9 automatskih radioloških mjernih postaja koje se nalaze u polumjeru 1,5 km od NE Paks, samo je jedna registrirala kratkotrajno povećanje brzine doze od 260 mSv/h (prosječno mjerena vrijednost brzine doze u okolini NE Paks iznosi oko 100 mSv/h; alarmna vrijednost iznosi 500 mSv/h). Radiološki timovi iz Austrije (Global 2000 environmental organization) su u srijedu, 16. travnja obavili nezavisna mjerenja koja su potvrdila da su radiološki uvjeti u okolini NE Paks na razini pozadinskog zračenja. Stoga je HAEA (Mađarsko regulatorno tijelo za atomsku energiju) zajedno s direktorom za sigurnost u NE Paks zaključila kako nije potrebno poduzimati mjere zaštite za okolno naseljeno stanovništvo.
HAEA je temeljem informacija i podataka iz NE Paks, te raspoložive dokumentacije odlučila ukinuti dozvolu za rad sustava za čišćenje gorivnih elemenata. Ona je također oformila stručno povjerenstvo čija se zadaća sastojala u tome da istraži cijeli slučaj i provede kontrolu daljnjih radova na reaktoru br. 2. Usporedno s time pristupilo se inspekciji sustava za čišćenje gorivnih elemenata podvodnim kamerama. Pokazalo se da su oštećenja gorivnih elemenata znatno veća nego se to očekivalo. Veći broj gorivnih elemenata (ako ne i svih 30) mehanički je deformiran. Obloge gorivnih štapova su oštećene. Razlog oštećenjima je nedostatno hlađenje gorivnih elemenata za vrijeme postupka čišćenja.

### Razina 2: nezgoda
Nezgoda predstavlja izlaganje stanovništva većim dozama od 10 mSv. Obično je to povezano s opeklinama uzrokovanim radioaktivnim zračenjem ili izlaganje radnika većim dozama nego što je godišnje zakonsko ograničenje. Primjeri nezgoda su nezgoda u nuklearnoj elektrani Paks (Mađarska) 2009., nezgoda u Blayaisu (Francuska) 1999., nezgoda u Ascóu (Španjolska) 2008., nezgoda u Forsmarku (Švedska) 2006., nezgoda u Gundremmingenu (Njemačka), nezgoda u Shikau (Japan) 1999.

### Razina 1: nepravilnosti
Nepravilnosti predstavljaju izlaganje stanovništva većim dozama nego što je godišnje zakonsko ograničenje. Primjeri su nepravilnosti u Penlyu (Seine-Maritime, Francuska) 2012., nepravilnosti u Gravelinesu (Francuska) 2009., nepravilnosti u TNPC (Drôme, Francuska) 2008. 

### Razina 0: otkloni
Otkloni su događaji koji ne ugrožavaju sigurnost. Primjeri su otklon u NE Krško (Slovenija) 2008. – izljevanje iz primarnog rashladnog sustava, otklon u Atuchau (Argentina) 2006., otklon u Tokaimurai (Japan) 2006. 